# Масурі
Масурі (англ. Mussoorie, гінді मसूरी) — місто, розташоване в окрузі Деградун індійського штату Уттаракханд, приблизно за 34 км від тимчасової столиці штату міста Деградун. Масурі знаходиться в передгір'ях Гімалаїв та відоме як «короліва пагорбів». Передмістями міста вважаються містечко Ландаур з його військовою базою та селища Барловґандж і Джхаріпані.
Місто розташоване на висоті майже 2000 м над рівнем моря. Навколишні пагорби багаті на різноманітну флору і фауну, що робить місто популярним курортом любителів природи. На північному сході можна побачити засніжені вершини Гімалаїв, а на півдні — долину Деградун та пагорби Шивалік.
| Індія | Це незавершена стаття з географії Індії. Ви можете допомогти проєкту, виправивши або дописавши її. |